# Telma Lipp
Thelma Lipp (São Paulo, 2 de janeiro de 1962 — São Paulo, 24 de dezembro de 2004), foi uma modelo e atriz trans brasileira. Sucesso nos anos 80 e 90, Telma Lipp foi jurada do quadro "Eles e Elas", do Clube do Bolinha, e atuou em diversas peças de teatro, filmes, além de posar nua em revistas eróticas masculinas, como a Playboy.
Apesar de não ser uma mulher cisgênero, Telma foi, no auge de sua beleza, considerada uma musa, ao lado de Xuxa, 
Monique Evans, Luíza Brunet e Roberta Close, tendo sido portanto uma das belezas mais celebradas do Brasil.

## Descoberta e estrelato
Desde criança Telma já era fisicamente muito feminina e sempre contou com o apoio da família, tanto que seu nome social («Telma») foi dado por sua própria mãe. Aos 16 anos, ela já causava admiração e fascínio por sua beleza e feminilidade, mesmo sem o uso de hormônios artificiais.
Foi no começo da década de 80 que Telma surgiu como uma resposta paulistana à transexual carioca Roberta Close, então em evidência na mídia. Ambas chegaram a disputar, durante toda a década, capas de revistas de todo o Brasil. Roberta fazia o tipo «mulher fatal», enquanto Telma o tipo «garotinha», ambas contudo de belezas extraordinárias. A surpreendente beleza abriu-lhe portas, trouxe fama, admiração, amigos e tudo aquilo que um rosto e um corpo belos — acompanhados de inteligência — podiam trazer.
No teatro, Telma atuou em Terezinha de Jesus e Filhas da Mãe, ambas de Ronaldo Ciambroni,, além de Mil e uma noites. Na televisão, foi jurada efetiva do quadro «Eles & Elas» do Clube do Bolinha (TV Bandeirantes), e fez participações em vários programas de entretenimento, como Hebe. No início dos anos 2000, Telma fez uma participação especial na primeira fase de SPA TV Fantasia, no episódio "Parece Mas Não É". A fama a catapultou para o filme Dores de amor, de Pierre-Alain Meier e Matthias Kälin, e a tornou personagem de inspiração de Thelma, de Pierre-Alain Meier. Por causa desse filme, foi convidada a participar do Festival de Locarno, Suíça, na avant-première do filme Thelma.
Na mídia impressa, foi capa da Playboy, e da Transex,, bem como apareceu em entrevistas e editoriais de O Estado de S. Paulo, Contigo!, Close, Nova Cosmopolitan (editoriais), WE inglesa. Telma participou ainda de diversas campanhas publicitárias diversas para a mídia brasileira.

## Nocaute nos anos 90

### Fenômenodrag queene síndrome
Após brilhar em toda década de 80, Telma se viu nocauteada pelo fenômeno drag queen da década de 90, foi quando o ostracismo bateu à sua porta. Sem trabalho e sem dinheiro ela buscou a prostituição. Sua vida já não tinha o mesmo glamour de seu tempo de celebridade do mundo artístico.
Concomitantemente, ela começou a sofrer de síndrome do pânico, enclausurando-se durante cinco anos em seu apartamento a maior parte do tempo. Para fugir da síndrome, Telma buscou as drogas, o que agravou ainda mais seus problemas. Auxiliada pelo Programa para Dependentes Químicos do Coronel Ferrarini, no final da década de 90, em São Paulo, ela conseguiu vencer o vício, onde se tornou então uma porta-voz na luta para a recuperação de drogados.
Teve então um breve momento de retomada da carreira, ao fazer algumas peças e teatro e televisão, o que lhe trouxe de volta um pouco de confiança e auto-estima.

### Breve retorno e recaída
Em 1987, os cineastas suíços Pierre-Alain Meier e Matthias Källin vieram ao Brasil para filmar Dores de Amor, filme-documentário sobre a vida das travestis brasileiras em São Paulo. Participaram do filme várias pessoas trans, tanto as que já eram da cena artística como as que faziam prostituição. Durante a produção, o diretor Pierre-Alain não resistiu a beleza e feminilidade de Telma e se apaixonou. Contudo, não houve reciprocidade por parte dela. Mesmo assim, pouco tempo depois, o cineasta faria o filme Thelma, ambientado na Grécia, que conta a história de um homem comum que se apaixona por uma mulher trans. A produção foi lançada mundialmente em 2001.
Em 2001, Telma foi convidada a fazer parte do casting do filme Carandiru, de Héctor Babenco, no qual faria o papel de uma travesti presidiária de nome «Lady Di». Entretanto, apesar de ter participado dos ensaios com os outros atores e de ter feito laboratório por meses, sua indicação foi preterida por motivos de marketing. Em seu lugar, entrou o ator Rodrigo Santoro. Esse foi um golpe duro para Telma, que já estava fragilizada e tentando se recuperar. Contudo, o fato de ser transgênero tornou sua vida muito difícil.
Já inveteradamente viciada em drogas, sobretudo o crack e a cocaína, em agosto de 2003 ela foi internada em uma clínica de recuperação para dependentes químicos em Atibaia, interior de São Paulo, onde permaneceu até fevereiro de 2004.

## Volta ao anonimato e morte
Após se recuperar, decidiu que não queria mais uma vida de agitação e flashes. Cortou os cabelos e foi para a mesa de cirurgia para retirar as próteses de silicone. Decidiu se mudar com a família para o Jaçanã, bairro paulistano onde passou sua infância. Vivendo pacatamente, fazia planos para a nova vida, quando, repentinamente, na manhã de 9 de novembro de 2004 acordou com o lado esquerdo do corpo paralisado. Era uma neurotoxoplasmose, doença degenerativa que, com o tempo, paralisa órgãos do corpo.
Foi internada durante um mês e voltou para casa, mas faleceu por insuficiência pulmonar na véspera de Natal de 2004.

## Legado
Thelma dá nome a prêmio distribuído no 9º Encontro Regional Sudeste de Travestis e Transexuais, com sua primeira edição em 2014, em São Paulo. O prêmio possui as categorias Direitos Humanos e Cidadania, Trabalho e Inclusão Social, Saúde, Educação, Personalidade T, Artista T, Ativismo Político e Social, Empreendedorismo T, e Mídia e Comunicação.